# Sydlig rethval
Den sydlige rethval (Eubalaena australis) er en art i rethvalsfamilien under bardehvalerne. Dyret lever især ved kysterne omkring Argentina, Sydafrika og Australien. Den bliver op til 18 m lang og vejer 80 t. Bestanden er ca. 3-5.000 individer.